# Hirondellea gigas
Hirondellea gigas is een vlokreeftensoort uit de familie van de Hirondelleidae. De wetenschappelijke naam van de soort is voor het eerst geldig gepubliceerd in 1955 door Birstein & Vinogradov.
In mei 1998 zakte de Japanse onbemande onderzeeër Kaikō naar Challengerdiepte, het diepste punt van de oceaanbodem. Aldaar werden exemplaren van Hirondellea gigas verzameld.